# Sertão Santana
Sertão Santana egy község (município) Brazília Rio Grande do Sul államában. Népességét 2021-ben 6586 főre becsülték.

## Története
Gyarmati történelme 1784-re nyúlik vissza, amikor Domingos Ribeiro da Cunha földadományt kapott Dom Luiz de Vasconcelos e Souza alkirálytól. Itt alakult meg a Potreiro Grande birtok, amely megközelítőleg 1,5 × 1 leuga kiterjedésű volt. 1892-ben Eduardo Secco parancsnok felosztotta a földet és német bevándorlókat telepített le. Később olaszok is érkeztek. 1895-ben állami iskolát nyitottak, és felavatták a Szent Annának dedikált katolikus templomot. A település neve ekkor Sant'Ana do Sertão volt.
1926-ban Sertão Santana néven Guaíba kerületévé nyilvánították, 1938-ban pedig központját kisvárosi (vila) rangra emelték. 1969-ben bevezették a villanyt, 1985-ben nyílt meg az első pénzintézet (a Caixa Econômica Federal fiókja). 1992-ben függetlenedett Guaíbától és 1993-ban önálló községgé alakult, magába foglalva Tapes és São Jerônimo egyes részeit is.

## Leírása
Székhelye Sertão Santana, további kerületei nincsenek. A községközpont 80 kilométerre helyezkedik el Porto Alegretől, az állami székhelytől.